# Zyzemski (herb książęcy)
Zyzemski (Żyżemski) – polski herb książęcy, herb własny rodziny Żyżemskich.

## Opis herbu

### Opis współczesny
Opis skonstruowany współcześnie brzmi następująco:
Na tarczy o polu czerwonym lew złoty na dwóch łapach stojący w prawą stronę obrócony.
Całość otacza płaszcz heraldyczny, podbity gronostajem.
Płaszcz zwieńcza mitra książęca.

## Geneza
Herb należy do książąt Żyżemskich. Ich historia ma się zaczynać od kniazia Dymitra Hlebowicza Smoleńskiego, starszego syna kniazia Hleba Światostawowicza Smoleńskiego, który po zdobyciu Smoleńska w 1395 roku, wspólnie z ojcem i młodszym bratem Iwanem został wywieziony na Litwę, gdzie pozostał już na zawsze. Według ksiąg genealogicznych (rodosłownych) pozostawił dwóch synów, obu Iwanów, jednego z przezwiskiem Mancz, drugiego z przezwiskiem Szach; ten ostatni ma być protoplastą kniaziów Szachowiczów. Kniaź Iwan (starszy) Dymitrowicz przezwany Mancz jest tożsamy z kniaziem Iwanem Dymitrowiczem, który w połowie XV wieku otrzymał przywilej na miejscowość Bóbrk, zlokalizowaną w dawnym województwie mińskim. Pozostawił on dwóch synów Michała Żyżemskiego i zmarłego bezpotomnie Iwana. Od Michała Żyżemskiego wywodzi się ród Żyżemskich.

## Herbowni
Informacje na temat herbownych w artykule sporządzone zostały na podstawie wiarygodnych źródeł, zwłaszcza klasycznych i współczesnych herbarzy. Należy jednak zwrócić uwagę na częste zjawisko przypisywania rodom szlacheckim niewłaściwych herbów, szczególnie nasilone w czasie legitymacji szlachectwa przed zaborczymi heroldiami, co zostało następnie utrwalone w wydawanych kolejno herbarzach. Identyczność nazwiska nie musi oznaczać przynależności do danego rodu herbowego. Przynależność taką mogą bezspornie ustalić wyłącznie badania genealogiczne.
Pełne listy herbownych nie są dziś możliwe do odtworzenia, także ze względu na zniszczenie i zaginięcie wielu akt i dokumentów w czasie II wojny światowej (m.in. w czasie powstania warszawskiego w 1944 spłonęło ponad 90% zasobu Archiwum Głównego w Warszawie, gdzie przechowywana była większość dokumentów staropolskich). Nazwisko znajdujące się w artykule pochodzi z Herbarza polskiego, Tadeusza Gajla. Występowanie danego nazwiska w artykule nie musi oznaczać, że konkretna rodzina pieczętowała się herbem Zyzemski. Często te same nazwiska są własnością wielu rodzin reprezentujących wszystkie stany dawnej Rzeczypospolitej, tj. chłopów, mieszczan, szlachtę. Herb Zyzemski jest herbem własnym, wiec do jego używania uprawniona jest zaledwie jedna rodzina: Żyżemscy.